# Chiesa del Santissimo Rosario (Taurianova)
La chiesa del Santissimo Rosario è un luogo di culto cattolico di Taurianova. È ubicata nel centro storico e prospetta sulla piazza Italia.

## Storia
La chiesa, anticamente dedicata a San Basilio, ospitò nel 1535 l'imperatore Carlo V d'Asburgo e  venne concessa dal popolo, insieme con alcuni orti, al Convento dei Domenicani di Radicena fondato il 12 marzo 1537 da P. Niccolò Severino.
Nel corso del Seicento i Domenicani ingrandirono la chiesa e la dedicarono a Santa Maria della Misericordia, mentre all'interno del Convento nel 1604 si era formata la Confraternita di Sant'Orsola che organizzava nel mese di settembre, in occasione della Festa della Santa Reliquia della vergine, una grande fiera molto importante dal  punto di vista economico e commerciale.
Anticamente la chiesa ospitava la cappella di Sant'Orsola e quella del Sacro Cuore di Gesù e nel 1757 venne edificata quella dedicata a Vincenzo Ferreri; nel 1783 l'edificio religioso   venne danneggiato da un grave terremoto e ricostruito, con l'aiuto dello Stato, nel 1803, come riportato nell'iscrizione sul portale della chiesa " Templum Misericordiae Matri dicatum funditus cecidit terra trementi A.D. 1783 at Deo Propitio Magnificentibus resurrexit A. 1803 Vitae Portam Deus O Quaerntibus Istam".
Il 7 agosto 1809, dopo questa data al suo interno nel 1818 FORTUNATO MORANO da Polistena  vi lavorò abellendola di Stucchi e di altari mentre  Emanuele Paparo eseguì dei dipinti in seguito  secondo la disposizione di Gioacchino Murat, il Convento e la chiesa vennero chiusi al culto, ma al momento della soppressione i monaci avevano già abbandonato la struttura, e resto chiusa per moltissimni anni.
La chiesa, in seguito intitolata al Santissimo Rosario, venne nuovamente danneggiata dal Terremoto di Messina del 1908, ma presto restaurata; nel 1986. Prima di questa data unica volta che trovai la porta  aperta in essa ancora si conservavano gli stucchi gli altari ed un quadro sistemato in alto all'altare maggiore pitturato in olio. In seguito fu nuovamente chiusa per il rovinoso crollo del tetto che però venne ricostruito. In atto (2015) la Chiesa è in fase finale di restauro, soprattutto per quel che riguarda alcuni altari laterali e il pavimento (danneggiati dal crollo del tetto sopracitato); inoltre non è aperta al culto, ma è comunque consacrata e viene utilizzata per svariate iniziative religiose e culturali.

## Descrizione

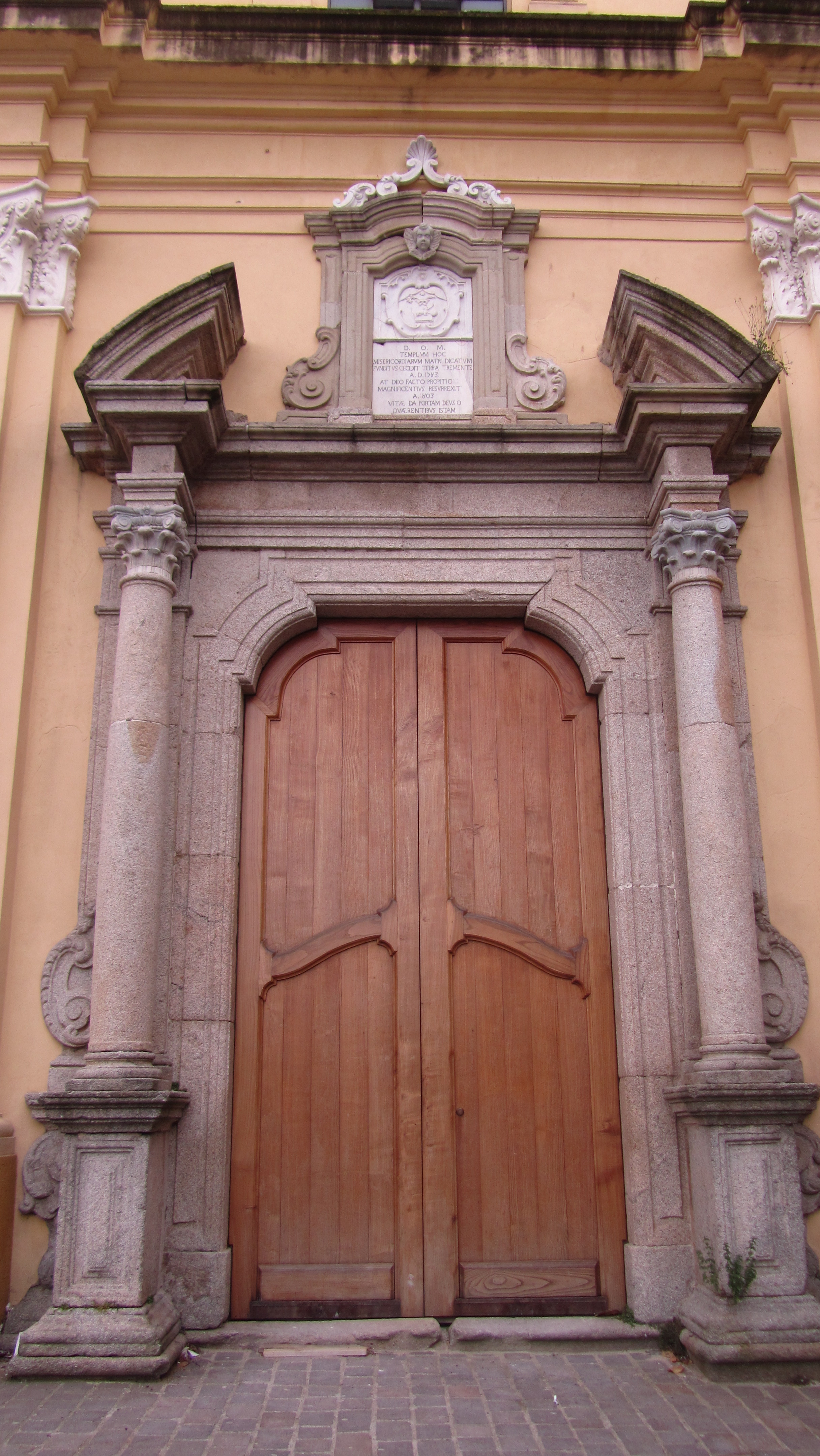
Portale della Chiesa del Rosario

La chiesa è di gusto settecentesco, con linee neoclassiche e alcuni elementi ispirati al barocco. La facciata è dominata da un portale in tufo fiancheggiato da due colonne con capitelli corinzi e sormontato da una cimasa al centro della quale, in una lastra marmorea, è raffigurato lo stemma dei Domenicani ed è riportata la data della ricostruzione della chiesa. Al di sopra del portale, invece dell'usuale rosone, è presente una grande finestra rettangolare con fastigio decorato da un volto di angelo e le sue ali.

### Abside
La navata unica è di forma rettangolare e termine con l'abside e l'altare centrale realizzato in marmi e stucchi colorati, al centro di esso si apre una nicchia in cui è posta una piccola scultura della Madonna di Pompei. L'altare centrale è sormontato dalla tela dell'Annunciazione, mentre subito dopo la chiusura al culto degli ignoti hanno trafugato due grandi tele che fiancheggiavano l'altare maggiore raffiguranti una il Giudizio e l'altra San Gaetano; venne anche rubata una statua in marmo raffigurante Pietro apostolo posta sull'architrave che collega l'altare alla parete.

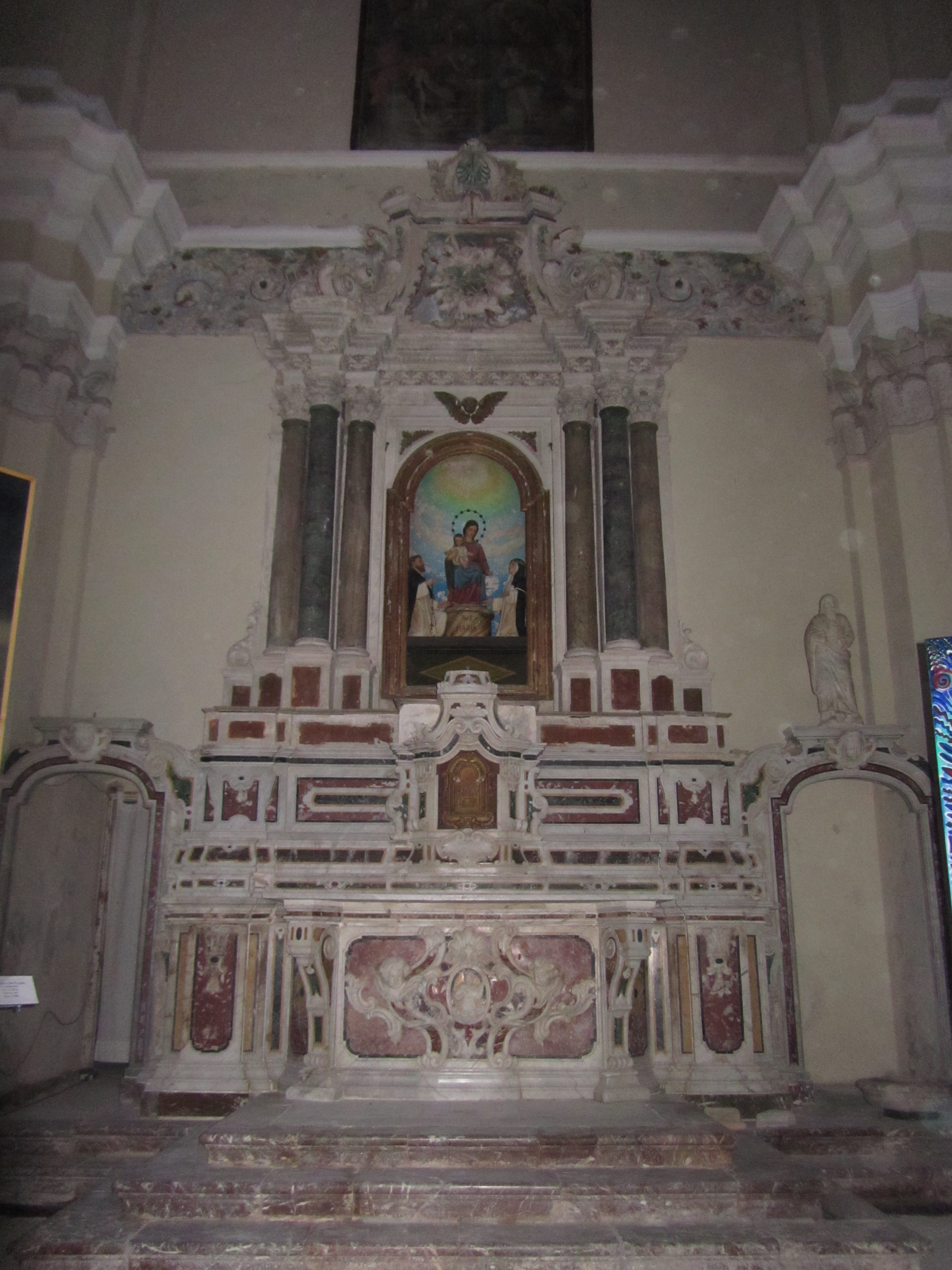
Altare centrale della Chiesa del Rosario
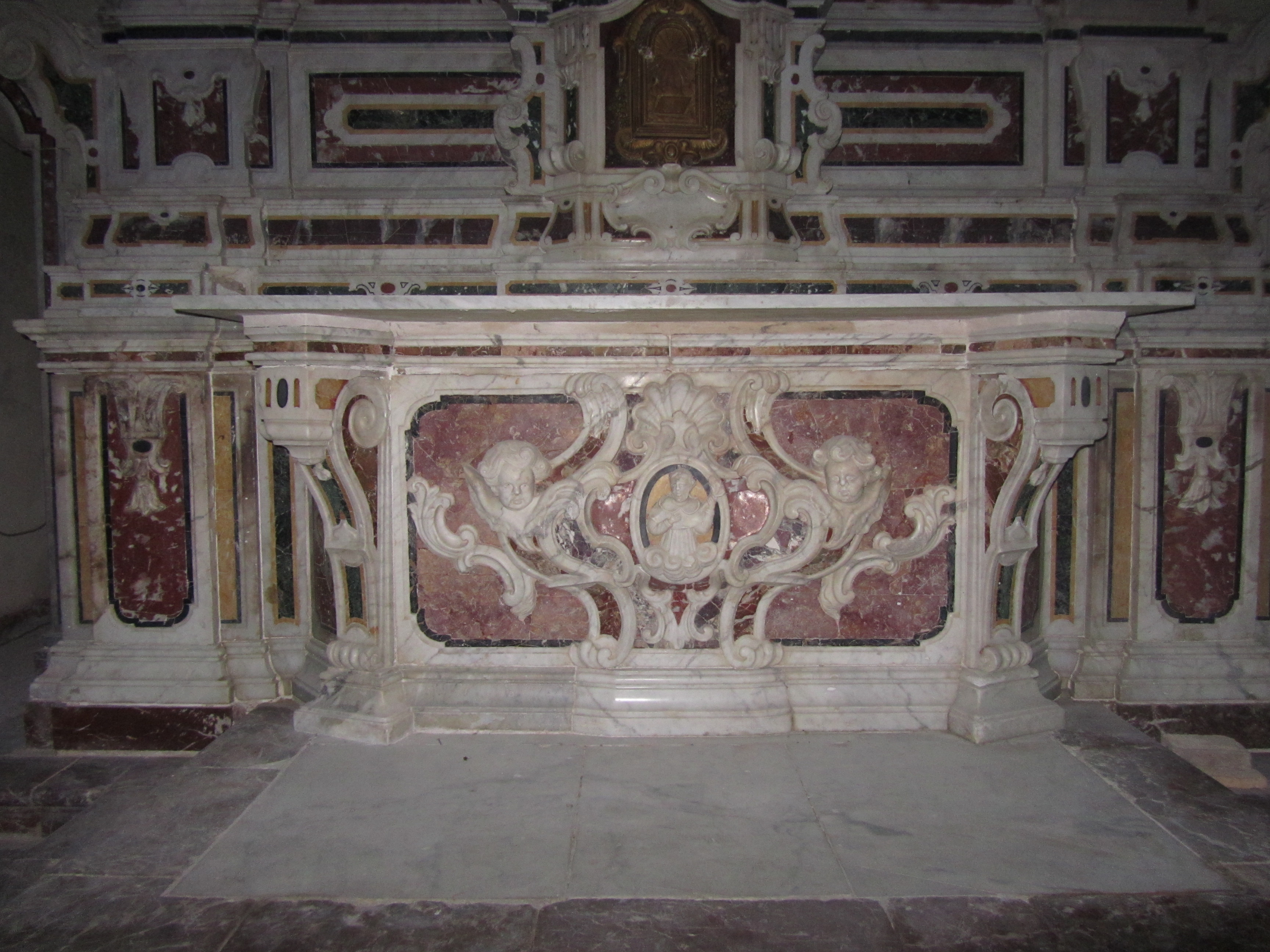
Particolare dell'altare centrale

### Lato destro
Lungo il lato destro della chiesa si trovano: l'altare di Francesco da Paola, l'altare della Madonna del Carmine realizzato in marmo e stucco da Michele Barillari agli inizi del 1800; l'altare di Santa Rita; un medaglione in marmo del 1500 raffigurante la Vergine avvolta in un abbondante panneggio che tiene in braccio Gesù Cristo bambino completamente nudo, le figure sono sormontante da quattro teste di cherubini. L'opera è attribuita a Girolamo Santacroce.

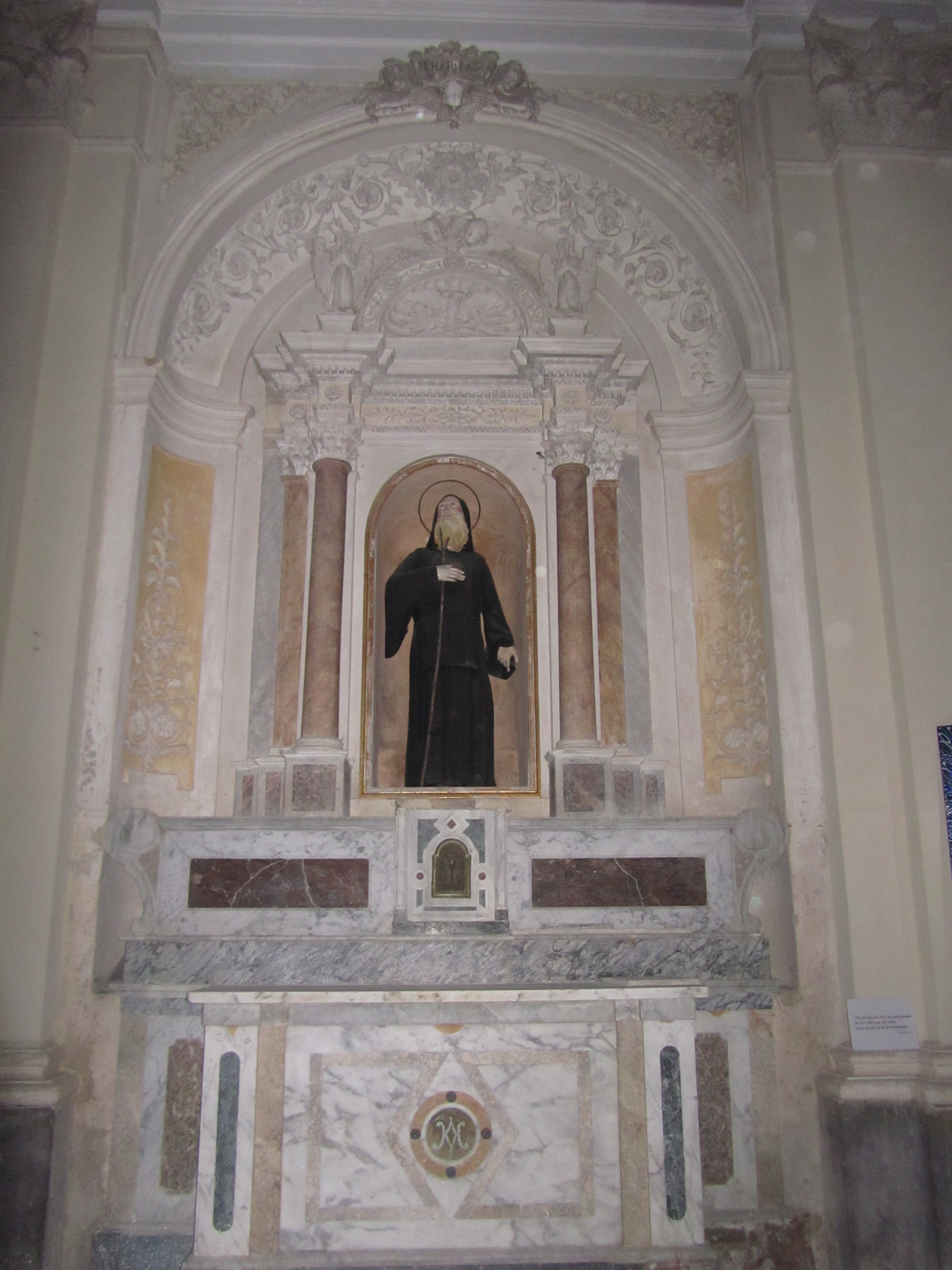
Altare di San Francesco di Paola.
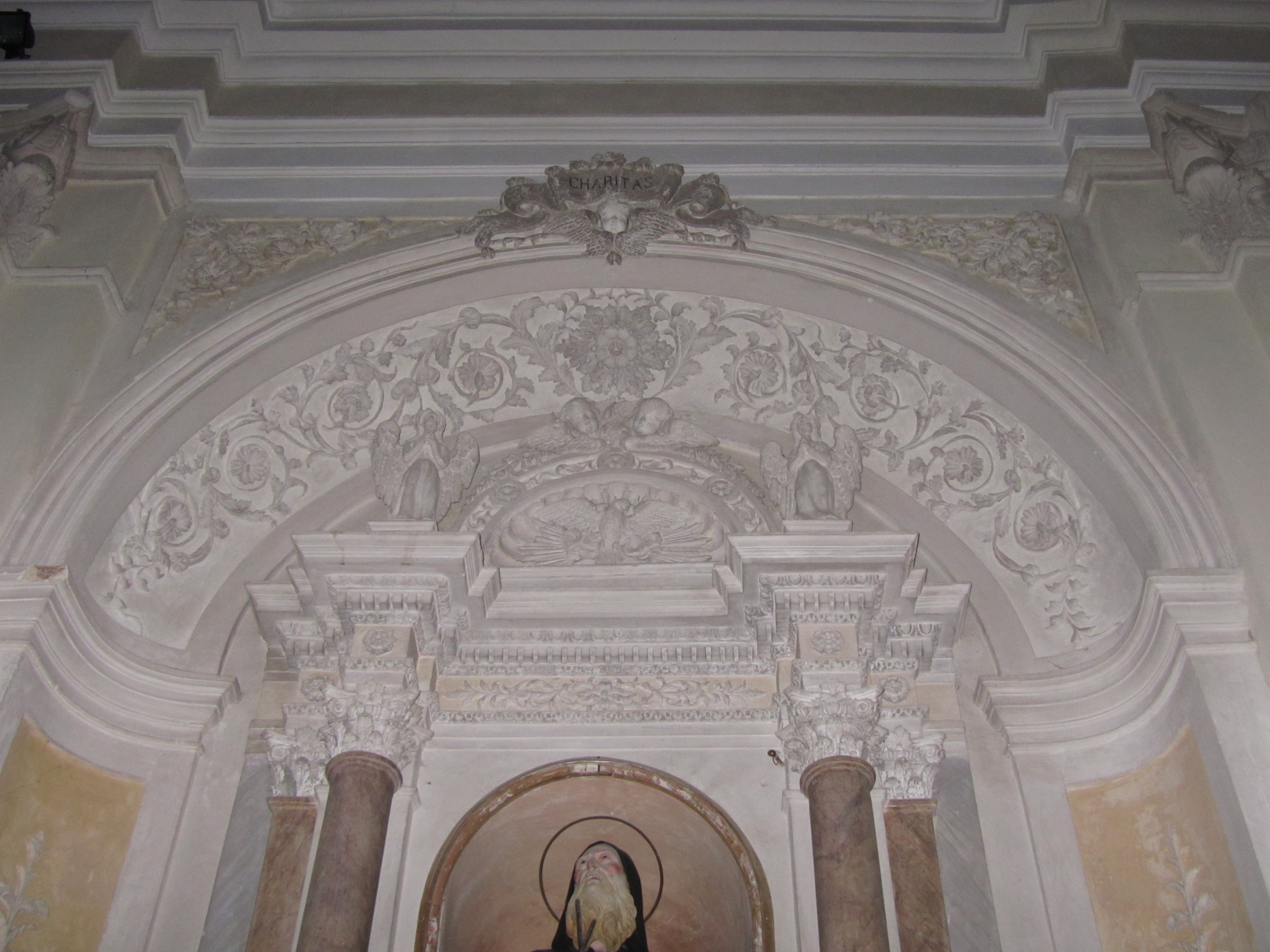
Particolare dell'altare di San Francesco di Paola
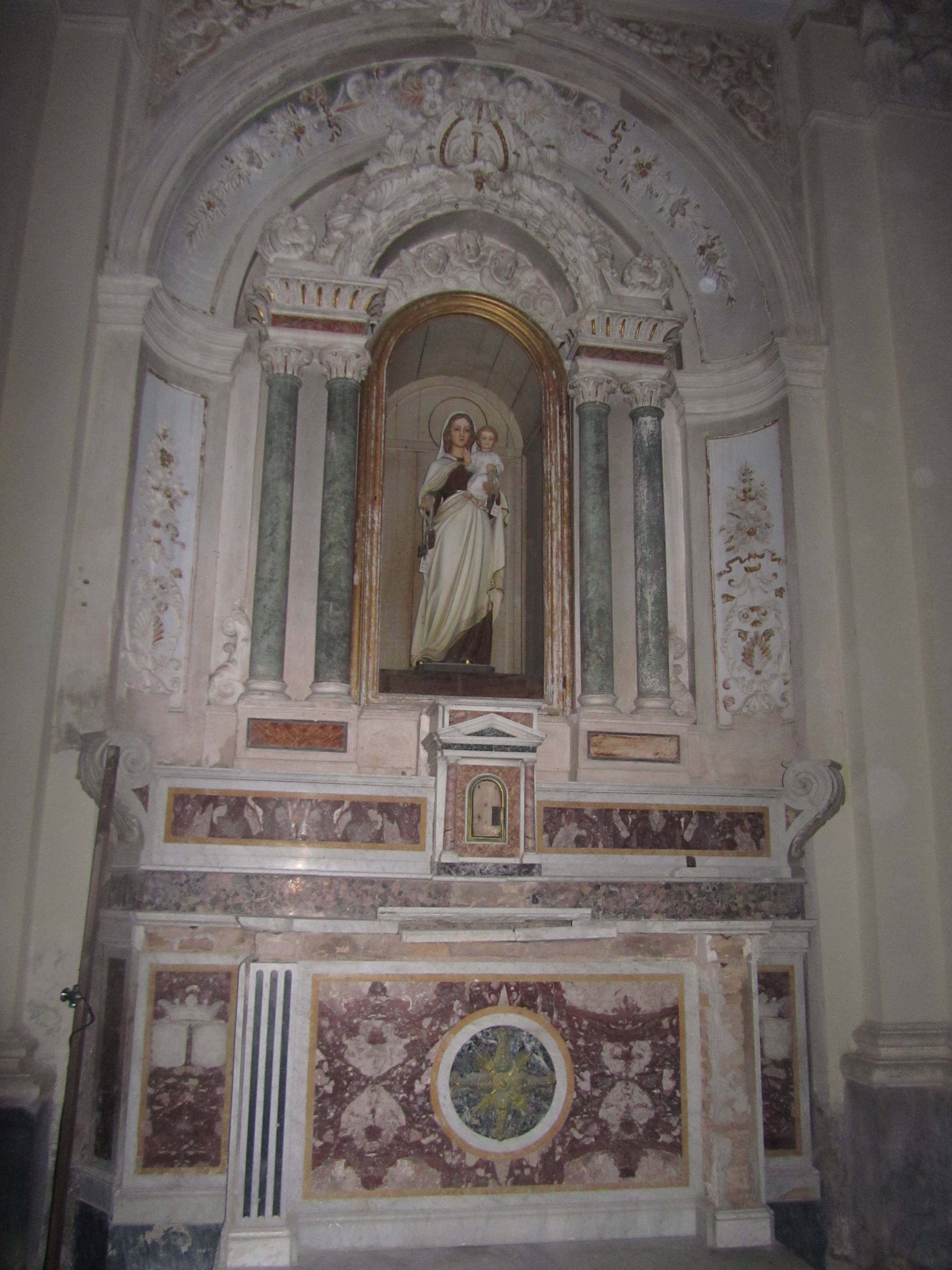
Altare della Madonna del Carmine
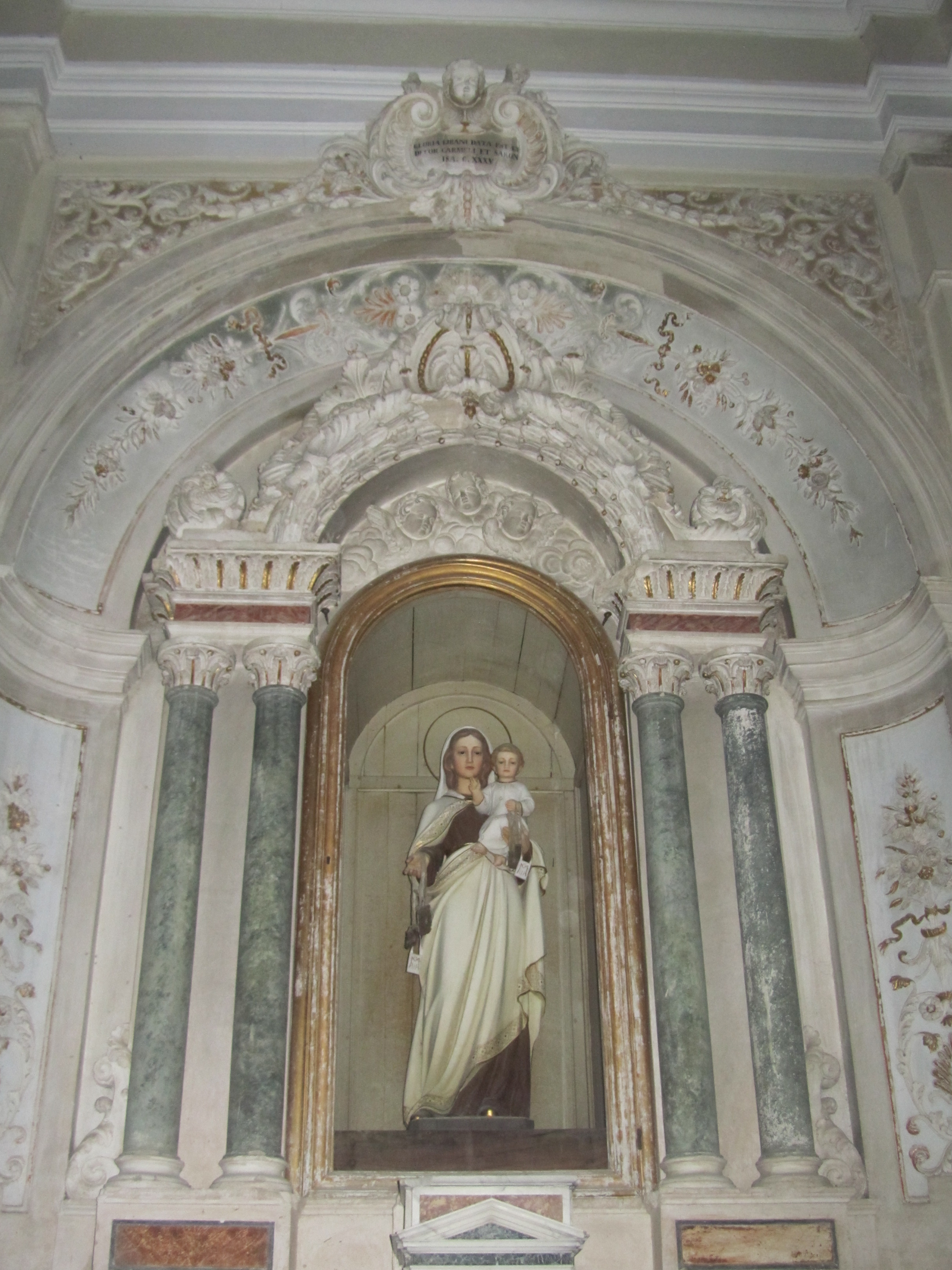
Altare della Madonna del Carmine
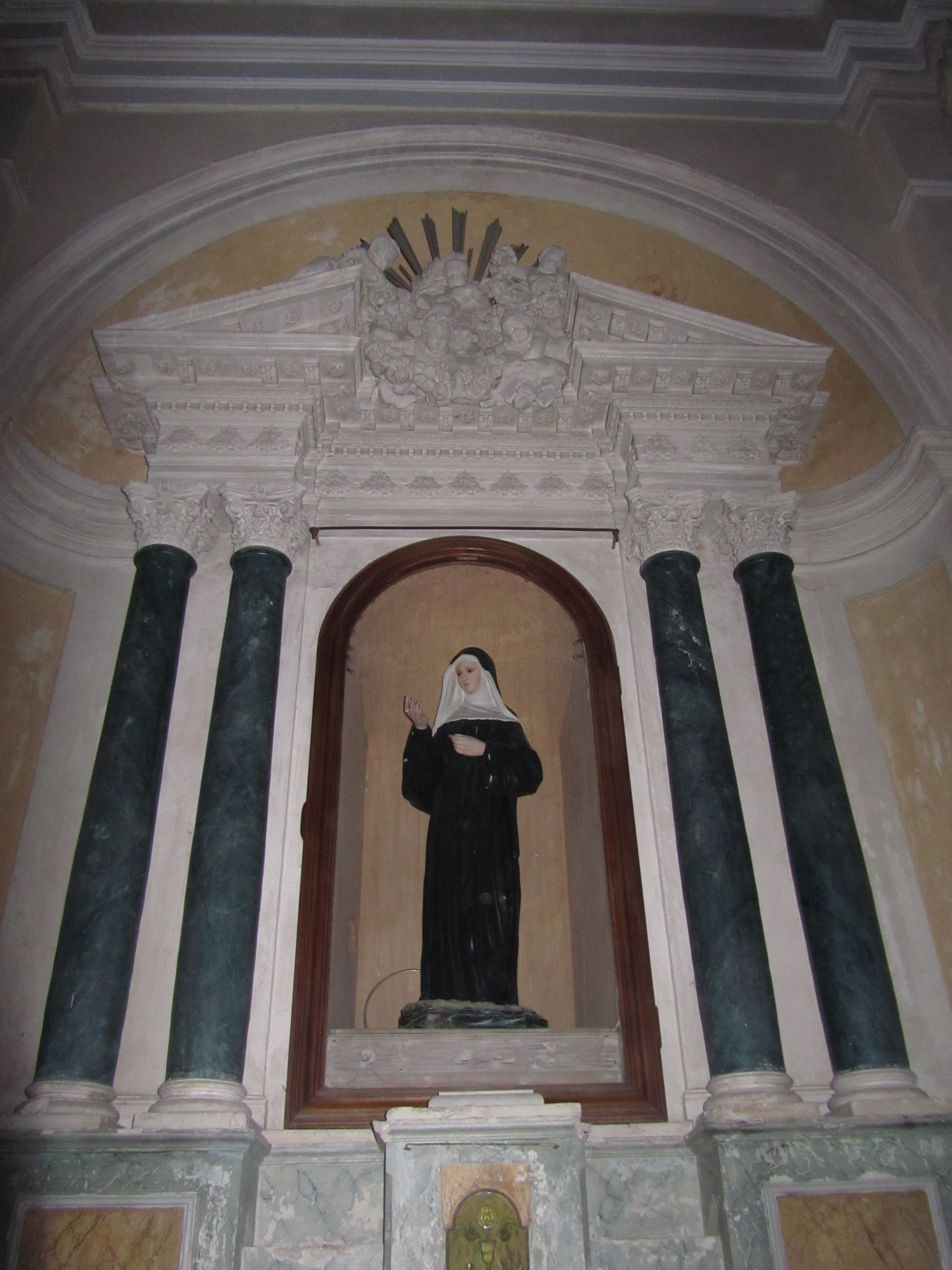
Altare di Santa Rita
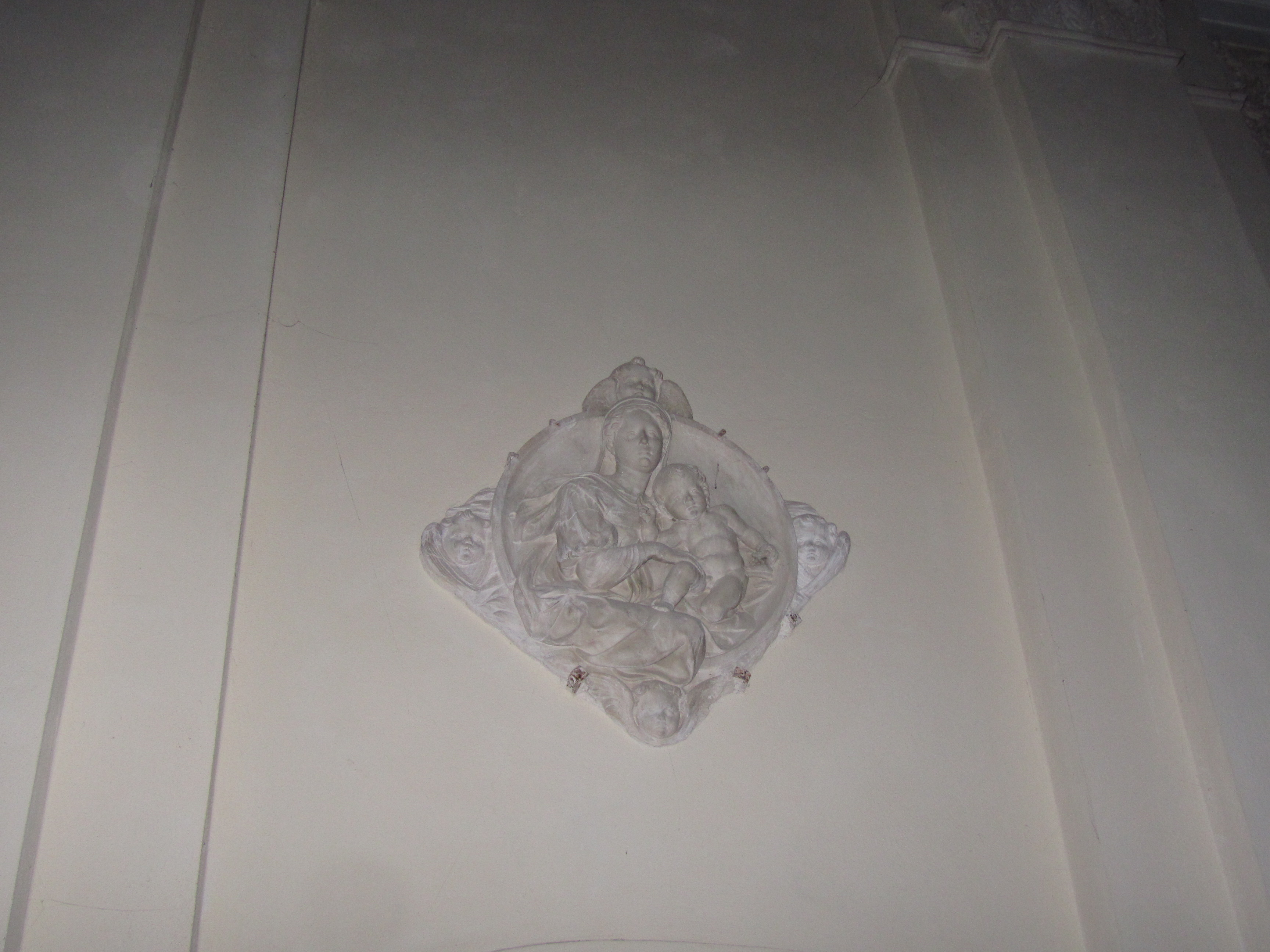
Medaglione in marmo

### Lato sinistro
Lungo il lato sinistro della Chiesa si trovano: l'altare del Cristo Risorto che ospita una statua in legno alta 1.30 m. e realizzata nel corso dell'800; l'altare di San Domenico; l'altare di San Giovanni Evangelista che ospita una statua in legno realizzata nel 1700, un confessionale in legno con sopra il pulpito ed una nicchia in legno sormontata da un medaglione in marmo.

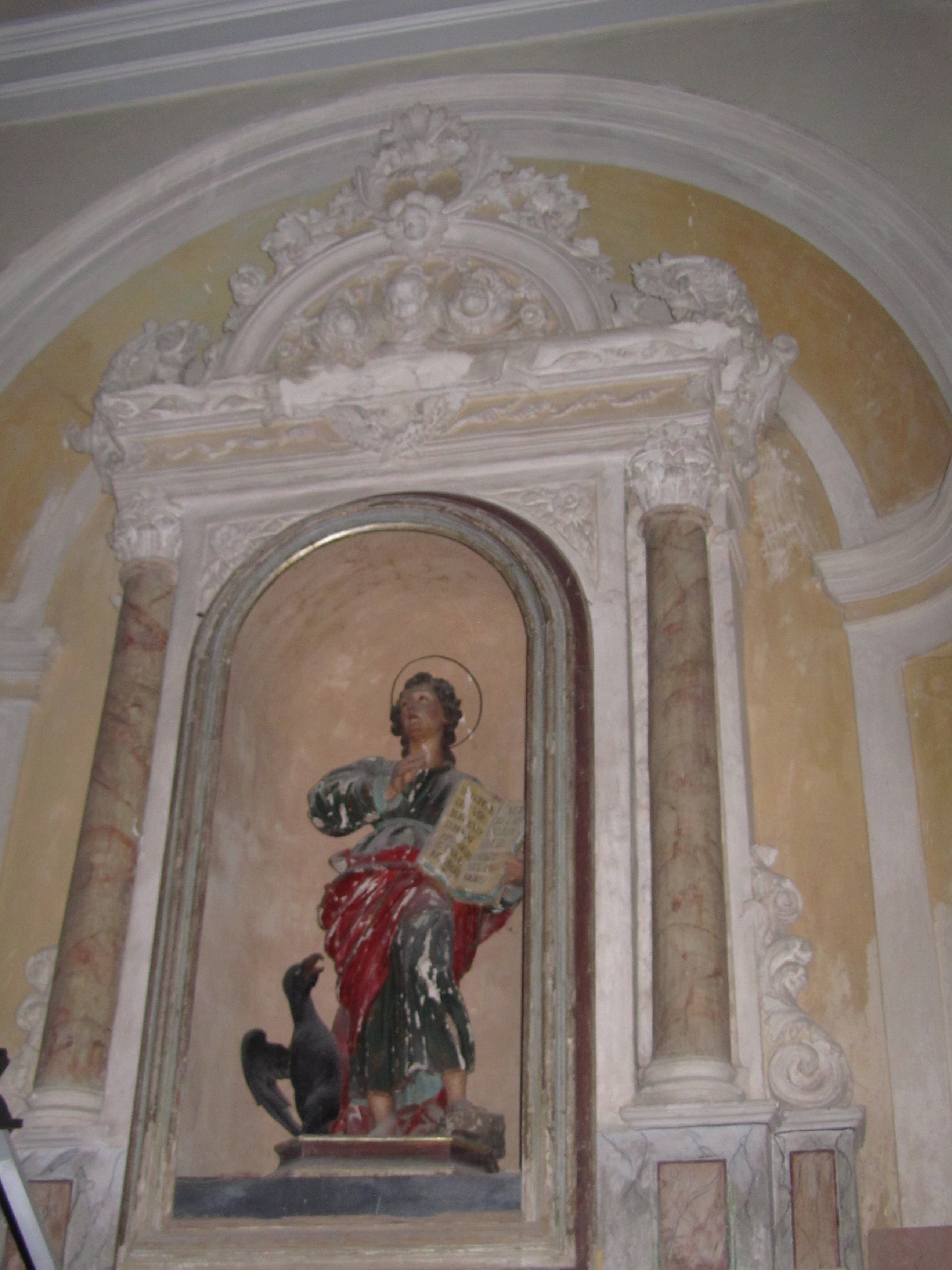
Altare di San Giovanni Evangelista
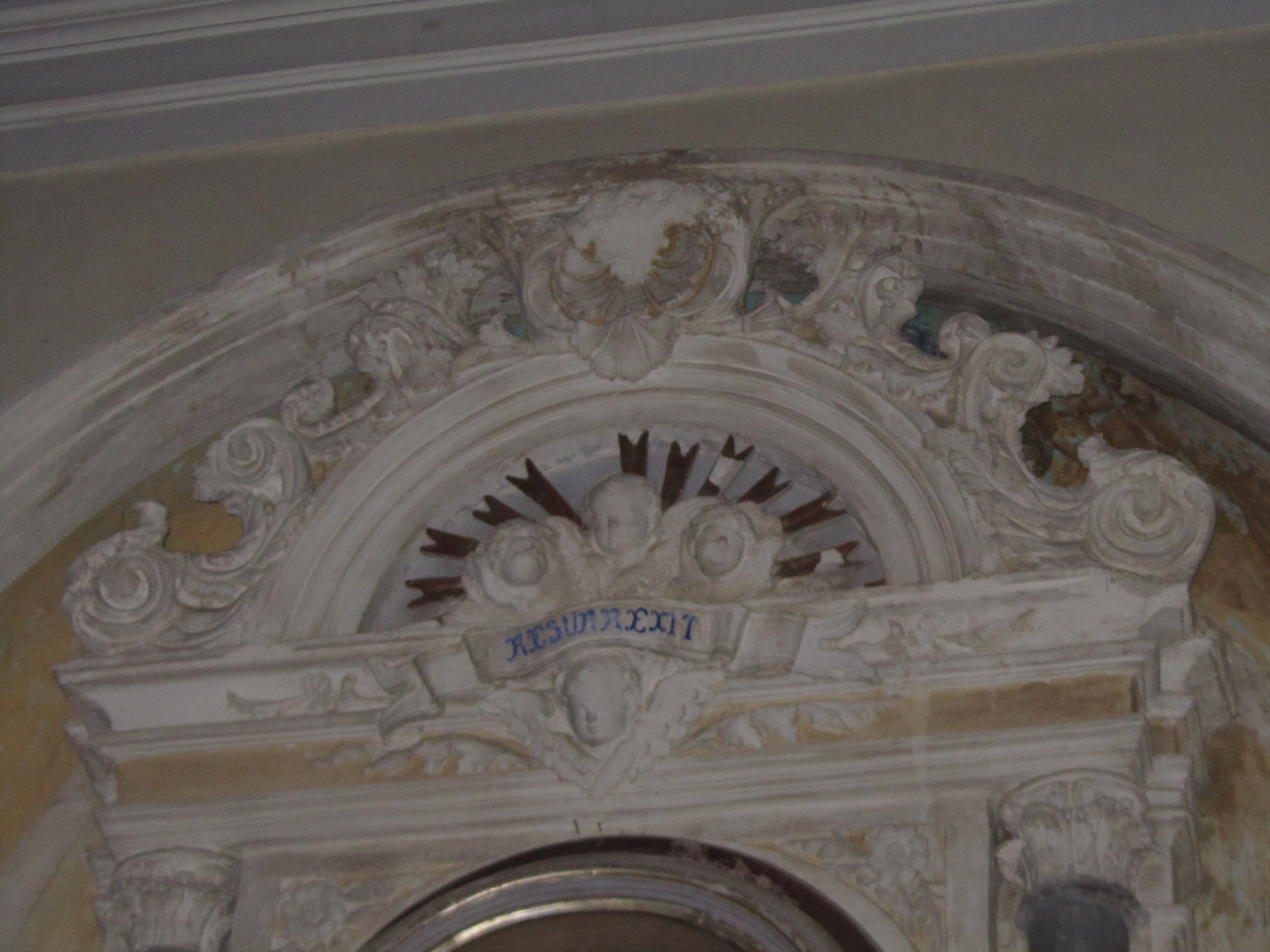
Particolare dell'altare del Cristo Risorto
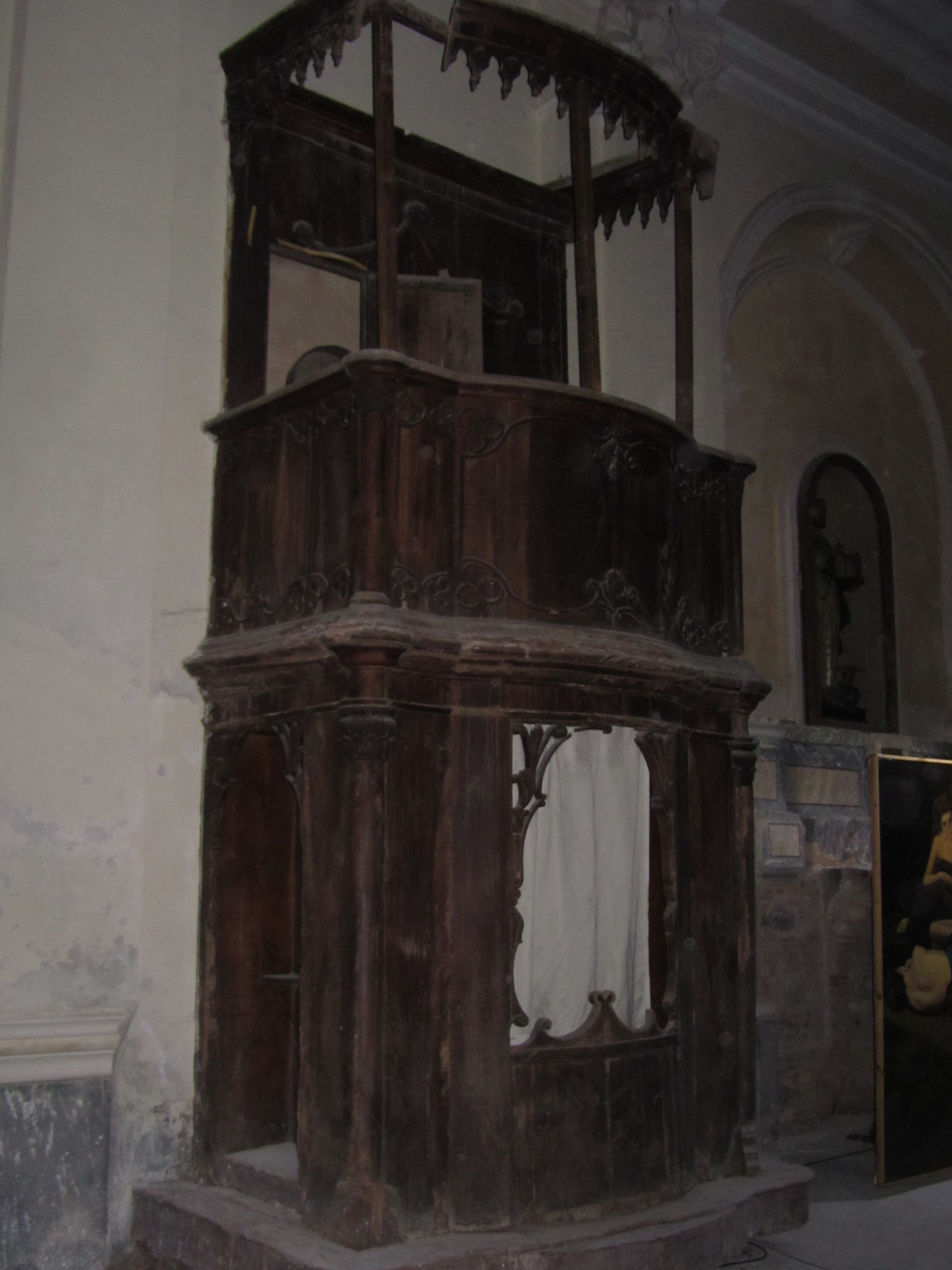
Confessionale e pulpito in legno

## Ritrovamenti
Durante i lavori di restauro della chiesa sono state ritrovate al di sotto del pavimento delle ossa umane, probabilmente risalenti a monaci: sappiamo infatti che nei pressi del Convento veniva regolarmente praticata la sepoltura.
Inoltre al centro dell'edificio sono stati ritrovati alcune botole che conducevano sotto terra: queste adesso sono protette da un vetro che permette di vedere la scala e illuminate dall'interno.

## Titoli
- Chiesa sussidiaria. Il luogo di culto appartiene alla Parrocchia di Maria Santissima delle Grazie.[4]

## Utilizzo
La chiesa, dalla fine del '900, viene raramente utilizzata per funzioni religiose (eccezion fatta per i matrimoni), ma è invece molto sfruttata per iniziative di tipo culturale quali concerti, convegni, presentazioni di libri, mostre artistiche, degustazioni, premiazioni ed altre iniziative.